# Cal Portalé
Cal Portalé és una casa de Riudovelles, al municipi de Tàrrega (Urgell), inclosa a l'Inventari del Patrimoni Arquitectònic de Catalunya.

## Descripció
És un edifici de planta rectangular bastit a base de pedra seca més o menys treballada i arrebossada de blanc en la part de l'habitació. Està cobert a dues vessants i amb teulat àrab. Aquesta majestuosa casa està formada per l'habitació i, adossada hi ha una estructura rectangular, tancada amb un mur de poca alçada que seria un pati o corral destinat a finalitats agrícoles i ramaderes.
Pel que fa a la casa està estructurada en planta baixa i dos pisos. A la planta baixa cal destacar la presència de dues estructures sobresortints en forma de contrafort, un que fa cantonada i l'altre a la cara sud de la casa. Són amb forma piramidal, adossades al mur i fetes amb grans carreus de pedra. A la façana principal hi ha la porta d'entrada allindada i de gran simplicitat.
Al primer pis d'habitació les dues façanes presenten obertures quadrangulars, de reduïdes dimensions emmarcades amb pedra. Solament una d'elles, la que està situada damunt de la porta d'accés, és un balcó amb senzills barrots de ferro forjat. Les dues finestres de la façana oest porten llindes amb la data de construcció de la casa (1768).
'H
El segon pis de la casa s'estructura de forma similar a la primera, amb petites finestretes de diferents dimensions situades a cada façana, en concret dues.
Les dependències annexes a la casa consisteixen en un espai clos de planta rectangular habilitades per al bestiar de corral o per altres finalitats agrícoles. Aquesta estança té una porta d'ingrés en un extrem en forma d'arc escarser emmarcat amb pedra. Aquesta està protegida per un petit teulat, també a dues aigües que es desdobla tan per la part exterior com per la part interior. En l'extrem posterior dret d'aquest pati o corral es forma una reduïda estança de gran alçada. Va coberta amb un teulat inclinat el qual protegeix una tribuna oberta a la part superior.